# Raymond Hanson
Raymond Charles Hanson (født 23. november 1913 i Sydney, Australien - død 6. december 1976) var en australsk komponist, pianist og lærer.
Hanson var i begyndelsen selvlært som komponist, men fik stipendium, og studerede to måneder på Stats Musikkonservatoriet i New South Wales, som blev afbrudt af 2. Verdenskrig. Han var inspireret af Paul Hindemith, jazzmusik og de mange retninger indenfor den klassiske musik.
Hanson har skrevet en symfoni, orkesterværker, operaer, trompetkoncert, klaverkoncert etc.

## Udvalgte værker
- Symfoni nr. 1 - (1951) - for orkester
- Trompetkoncert - (1948) - for trompet og orkester
- Klaverkoncert - (1972) - for klaver og orkester
- Violinkoncert - (1946) - for violin og orkester
- "Dhoogor" (1945) - ballet
- "Sats "Hyldest til Alfred Hill" (1969) - for orkester